# Kanton Pluvigner
Der Kanton Pluvigner (bretonisch Kanton Pleuwigner) ist seit 1790 ein französischer Wahlkreis im Arrondissement Lorient, im Département Morbihan und in der Region Bretagne; sein Hauptort ist Pluvigner. 

## Lage
Der Kanton liegt im westlichen Teil des Départements Morbihan in der Nähe von Lorient. 

## Geschichte
Der Kanton entstand am 15. Februar 1790. Von 1801 bis 2015 gehörten fünf Gemeinden zum Kanton Pluvigner. Mit der Neuordnung der Kantone in Frankreich kamen fünf der neun Gemeinden des Kantons Port-Louis und eine Gemeinde aus dem Hennebont hinzu.

## Gemeinden
Der Kanton besteht aus elf Gemeinden mit insgesamt 38.064 Einwohnern (Stand: 1. Januar 2022) auf einer Gesamtfläche von 285,42 km²:
| Gemeinde         | Bretonisch  | Einwohner (2022) | Fläche (km²) | Code postal | Code Insee |
| ---------------- | ----------- | ---------------- | ------------ | ----------- | ---------- |
| Brandérion       | Branderion  | 1.480            | 6,03         | 56700       | 56021      |
| Brech            | Brec'h      | 7.057            | 40,86        | 56400       | 56023      |
| Camors           | Kamorzh     | 3.180            | 37,09        | 56330       | 56031      |
| Gâvres           | Gavr        | 685              | 1,88         | 56680       | 56062      |
| Landaul          | Landaol     | 2.487            | 17,35        | 56690       | 56096      |
| Landévant        | Landevant   | 4.049            | 22,34        | 56690       | 56097      |
| Merlevenez       | Brelevenez  | 3.191            | 17,67        | 56700       | 56130      |
| Nostang          | Lostenk     | 1.650            | 15,71        | 56690       | 56148      |
| Plouhinec        | Pleheneg    | 5.343            | 35,58        | 56680       | 56169      |
| Pluvigner        | Pleuwigner  | 7.644            | 82,83        | 56330       | 56177      |
| Sainte-Hélène    | Santez-Elen | 1.298            | 8,08         | 56700       | 56220      |
| Kanton Pluvigner | Pleuwigner  | 38.064           | 285,42       | -           | 5614       |

### Kanton Pluvigner bis 2015
Der alte Kanton Pluvigner umfasste bis zur landesweiten Neuordnung der Kantone 2015 fünf Gemeinden auf einer Fläche von 200,47 km². Diese waren: Brech, Camors, Landaul, Landévant und Pluvigner (Hauptort).

## Bevölkerungsentwicklung
| 1962   | 1968   | 1975   | 1982   | 1990   | 1999   | 2006   | 2012   |
| ------ | ------ | ------ | ------ | ------ | ------ | ------ | ------ |
| 12.661 | 12.442 | 12.483 | 13.541 | 14.647 | 15.747 | 19.374 | 22.311 |